# Estatua ecuestre de Ulysses S. Grant
La estatua ecuestre de Ulysses S. Grant es un monumento público en Filadelfia, Pensilvania, Estados Unidos. Ubicada en Parque Fairmount, el monumento honra a Ulysses S. Grant, quien se desempeñó como general en el Ejército de la Unión durante la guerra de Secesión y luego como presidente de los Estados Unidos. El monumento fue diseñado por Daniel Chester French y Edward Clark Potter y consiste en una estatua ecuestre sobre un pedestal. La estatua fue dedicada en 1899.

## Historia

### Contexto

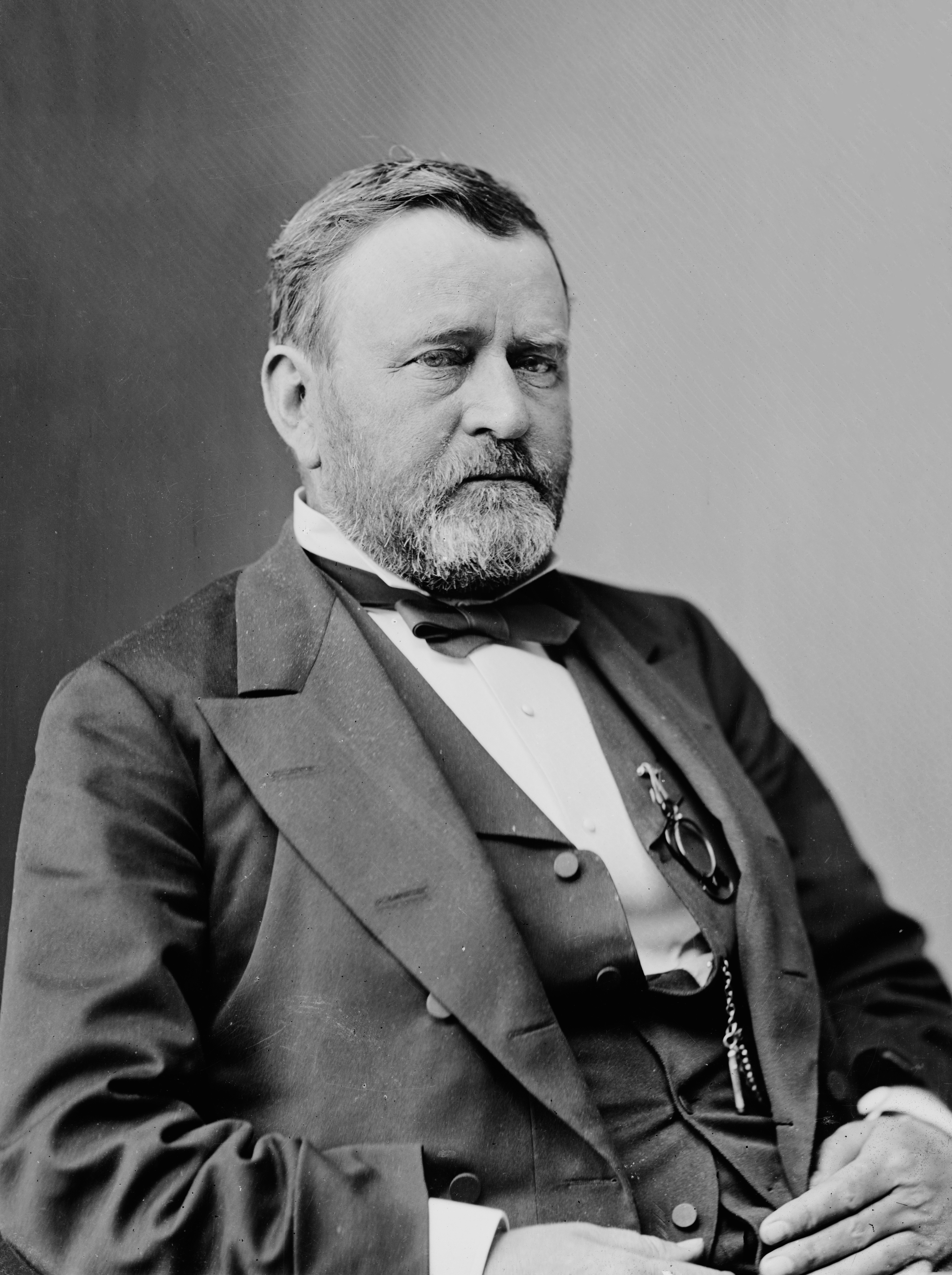
Ulises S. Grant

Hijo de Jesse Root Grant y Hannah Simpson Grant, Ulysses S. Grant nació en Point Pleasant  el 27 de abril de 1822. En la primavera de 1839, a la edad de 17 años, Grant se matriculó en la Academia Militar de los Estados Unidos en West Point, se graduó varios años después, en 1843. Varios años después, Grant entró en acción en la Intervención estadounidense en México. Al estallar la guerra de Secesión en 1861, Grant, que en ese momento había seguido una carrera civil, volvió al servicio militar en el Ejército de la Unión, donde ascendió de rango como comandante, y en 1864 fue ascendido a teniente general. El servicio militar de Grant culminó con la rendición de Lee el 9 de abril de 1865, que marcó el inicio de la conclusión de la guerra de Secesión. Después de la guerra, Grant fue elegido presidente de los Estados Unidos en las elecciones de 1868, cargo que ocuparía hasta 1877. Grant murió varios años después de dejar el cargo el 23 de julio de 1885.

### Creación
Después de la muerte de Grant, la Asociación de Arte de Fairmount Park en Filadelfia, Pensilvania, comenzó a recaudar fondos para la creación de un monumento en honor a Grant en el Parque Fairmount de la ciudad. En marzo de 1886, la asociación había recaudado 12 153,56 dólares, que en 1893 había aumentado a 23 450,50 dólares. Además, el Concejo Municipal de Filadelfia proporcionó 9000 dólares en fondos adicionales. Después de esto, la asociación aceptó propuestas de varios escultores estadounidenses y finalmente seleccionó a Daniel Chester French y Edward Clark Potter para diseñar una estatua ecuestre de Grant, con French diseñando la escultura de Grant y Potter diseñando el caballo. Fueron encargados oficialmente el 23 de enero de 1894. La estatua fue fundida por Bureau Brothers Foundry en Filadelfia, con el pedestal de la estatua diseñado por Frank Miles Day & Brother. El costo total de la construcción del monumento fue de 32 675 dólares.

### Dedicación
Para el otoño de 1897, el monumento se completó y se colocó en Fairmount Park, con planes tentativos para inaugurar el monumento el 27 de abril de 1898 (cumpleaños de Grant). Sin embargo, el hundimiento del USS Maine y la posterior declaración de la guerra hispanoamericana en 1898 hicieron que la ceremonia de inauguración se retrasara. Posteriormente, la ceremonia fue reprogramada para el 27 de octubre de 1898 (Día de la Marina). Sin embargo, problemas relacionados con un desfile militar asociado hicieron que la ceremonia se reprogramara una vez más para el 27 de abril de 1899. En el otoño de 1898, el presidente William McKinley fue invitado a asistir a la ceremonia, que aceptó. Se extendieron invitaciones adicionales a miembros del gabinete del presidente, varios oficiales militares y miembros de la familia de Grant. A las 2 de la tarde del día de la ceremonia, se llevó a cabo una procesión por la ciudad hasta Fairmount Park, con el presidente McKinley escoltado por la Primera Tropa de Caballería de la Ciudad de Filadelfia. Además de los invitados mencionados anteriormente, la procesión incluía a muchos cónsules. A las 3 de la tarde terminó la procesión y los invitados ocuparon sus lugares cerca del monumento.
Tras la inauguración se pronunció un discurso adicional y French y Potter fueron presentados a la multitud. Se colocaron tres coronas en el pedestal, presentadas por la Orden Militar de la Legión Leal de los Estados Unidos (de la que Grant había sido miembro), el embajador chino en los Estados Unidos, Wu Tingfang, y la Daughters of the American Revolution Posteriormente, se llevó a cabo otro desfile con el presidente McKinley y otros invitados distinguidos, seguido de una cena de celebración en la Union League de Filadelfia. La parte final de las festividades relacionadas con la dedicación del monumento tuvo lugar más tarde esa noche en la Academia de Música, donde se pronunciaron múltiples discursos sobre Grant y la estatua.

## Diseño

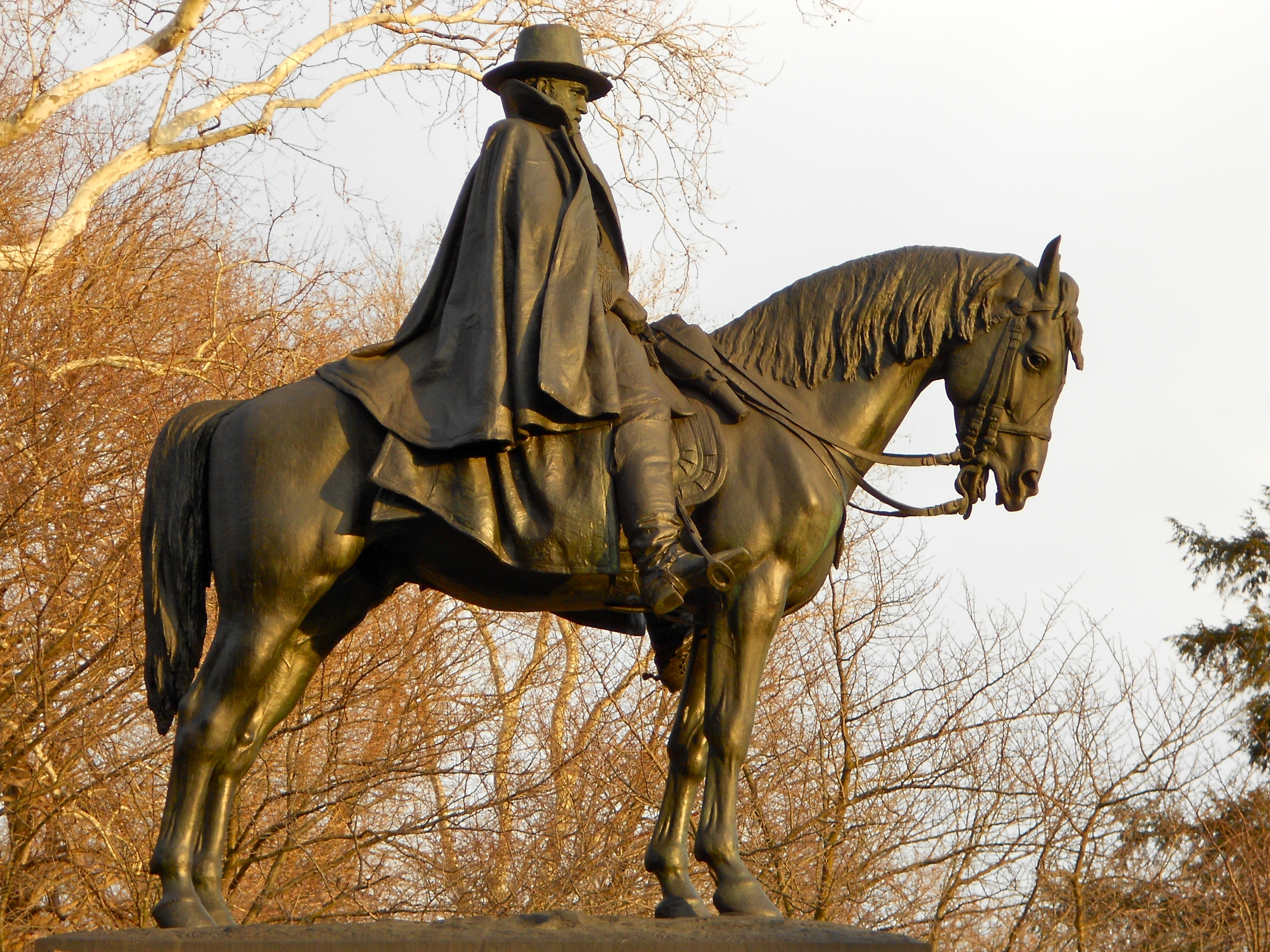
Primer plano de la estatua

Según una publicación emitida por la Asociación de Arte de Fairmount Park después de la inauguración del monumento, la estatua representa un momento en que Grant está inspeccionando un campo de batalla. El hijo de Ulises, Frederick Dent Grant, ayudó a los escultores en el diseño del sombrero y el abrigo de Grant. La estatua del caballo sigue el modelo del General Grant, un castrado descendiente de un caballo propiedad de Grant. La estatua pesa aproximadamente 5 t y tiene una altura de poco más 5 m El pedestal de granito de la estatua es de color rosa pálido y también tiene una altura de poco más 5 m El frente del pedestal presenta una corona de bronce que rodea la palabra "GRANT".
El monumento está ubicado en la intersección de Fountain Green Drive y East Park River Drive dentro del parque.